# Bad Sex in Fiction Award
The Literary Review Bad Sex in Fiction Award – antynagroda przyznawana corocznie autorowi, który stworzy najgorszy opis aktu seksualnego w dziele powieściowym.
Sama nagroda ma formę „na poły abstrakcyjnej statuetki przedstawiająca seks w latach pięćdziesiątych”, tj. nagiej kobiety usytuowanej na książce. Przyznawana jest od roku 1993 przez „Literary Review”, londyńskie pismo literackie. Pomysłodawcami nagrody są Rhoda Koenig, krytyk literacki, i Auberon Waugh, ówczesny naczelny „Literary Review”.
Uzasadnienie nagrody to „zwrócić uwagę na niewyrafinowane, niesmaczne, często bezcelowe stosowanie opisów seksualnych w powieści współczesnej i zniechęcać do nich”.

## Laureaci
- 1993: Melvyn Bragg, A Time to Dance
- 1994: Philip Hook, The Stonebreakers
- 1995: Philip Kerr, Gridiron
- 1996: David Huggins, The Big Kiss: An Arcade Mystery
- 1997: Nicholas Royle, The Matter of the Heart
- 1998: Sebastian Faulks, Charlotte Gray
- 1999: A.A. Gill, Starcrossed
- 2000: Sean Thomas, Kissing England[2]
- 2001: Christopher Hart, Rescue Me
- 2002: Wendy Perriam, Tread Softly[1]
- 2003: Aniruddha Bahal, Bunker 13
- 2004: Tom Wolfe, I Am Charlotte Simmons (wyd. pol. Nazywam się Charlotte Simmons)
- 2005: Giles Coren, Winkler[3]
- 2006: Iain Hollingshead, Twenty Something[4]
- 2007: Norman Mailer, The Castle in the Forest[5] (wyd. pol. Widmo Hitlera: zamek w lesie)
- 2008: Rachel Johnson, Shire Hell; John Updike, The Widows of Eastwick (wyd. pol. Wdowy z Eastwick)
- 2009: Jonathan Littell, The Kindly Ones (oryg. Les Bienveillantes, wyd. pol. Łaskawe)
- 2010: Rowan Somerville, The Shape of Her[6]
- 2011: David Guterson, Ed King
- 2012: Nancy Huston, Infrared
- 2013: Manil Suri, The City of Devi[7]
- 2014: Ben Okri, The Age of Magic[8]
- 2015: Morrissey, List of the Lost[9]
- 2016: Erri De Luca, The Day Before Happiness
- 2017: Christopher Bollen, The Destroyers
- 2018: James Frey, Katerina
- 2019: Didier Decoin, The Office of Gardens and Ponds and John Harvey, Pax[10]